# The Legendary Wawel Castle Recital Kraków / Cracow, 1959
The Legendary Wawel Castle Recital Kraków / Cracow, 1959 – album będący zapisem występu wybitnego pianisty Witolda Małcużyńskiego z dnia 16 lutego 1959 roku w Zamku Królewskim na Wawelu w Krakowie. Został wydany 22 lutego 2019 przez Agencję Muzyczną Polskiego Radia, rozpoczynając serię wydawniczą Polskiego Radia Chopin From the Polish Radio Archives. Szatę graficzną zaprojektował prof. Lech Majewski. Nominacja do Fryderyka 2020 w kategorii «Album Roku Recital Solowy».

## Lista utworów
1. Polonez c-moll op. 40 nr 2 [6:16]
2. Nokturn c-moll op. 48 nr 1 [5:44]
3. Ballada F-dur op. 38 [6:51]
4. Sonata b-moll op. 35. Grave. Doppio movimento [5:21]
5. Sonata b-moll op. 35. Scherzo [6:40]
6. Sonata b-moll op. 35. Marche funèbre. Lento [8:10]
7. Sonata b-moll op. 35. Finale. Presto [1:43]
8. Mazurek gis-moll op. 33 nr 1 [1:34]
9. Mazurek cis-moll op. 30 nr 4 [3:38]
10. Mazurek a-moll op. 68 nr 2 [2:47]
11. Mazurek a-moll op. 67 nr 4 [2:49]
12. Mazurek C-dur op.24 nr 2 [2:31]
13. Mazurek b-moll op. 24 nr 4 [4:12]
14. Walc Es-dur op. 18 “Grande Valse Brillante” [4:24]
15. Scherzo b-moll op. 31 [10:02]
16. Polonez As-dur op. 53 [6:52]